# Кияненко, Андрей Александрович
Андре́й Алекса́ндрович Кияне́нко (укр. Андрій Олександрович Кіяненко) — украинский военнослужащий, лейтенант, участник российско-украинской войны. Герой Украины (2025).

## Русско-украинская война
В ходе выполнения боевых заданий в Донецкой области в составе штурмовой группы, Андрей по данным сайта Офиса Президента Украины уничтожил 75 российских солдат и пять боевых машин российской пехоты. 12 мая 2025 года Президент Украины Владимир Зеленский вручил Андрею орден «Золотая звезда».

## Награды
- Звание «Герой Украины» с удостоением ордена «Золотая Звезда» (8 мая 2025) — за личное мужество и героизм, проявленные в защите государственного суверенитета и территориальной целостности Украины, верность военной присяге[2].